# Velika pritezalka
Velika pritezalka (latinsko musculus adductor magnus) največja in najmočnejša mišica skupine primikalk v stegnu. Leži v globokem sloju in je sestavljena iz treh snopov (zgornji, medialni in spodnji). Medialni snop se združi z dolgo pritezalko v aponevrozo. Med aponevrozo in kito spodnjega snopa se nahaja odprtina hiatus adductorius za stegensko arterijo in veno.
Izvira iz sramnice, sednice in sednične grče ter se pripenja na zgornji del nazobčanega roba stegnenice, vzdolž celega medialnega dela roba stegnenice in spodnji del medialnega kondila stegnenice in tuberculum adductorium.
Velika pritezalka primika kolčni sklep. Pri iztegnjenem kolčnem sklepu zgornji snopi sodelujejo pri zunanji rotaciji, spodnji snopi sodelujejo pa pri notranji rotaciji kolčnega sklepa. Zgornji snopi sodelujejo pri fleksiji, spodnji pa sodelujejo pri extenziji kolčnega sklepa.
Mišico oživčuje živec obturatorius in ischiadicus (L4 in L5).